# Samira Efendi
Samira Efendi, född 17 april 1991 i Baku, är en azerisk sångerska som skulle representerat sitt land i Eurovision Song Contest 2020 i Rotterdam med låten Cleopatra innan tävlingen ställdes in. Hon representerade sitt land i Eurovision Song Contest 2021 i Rotterdam med låten Mata Hari.